# Entourage (Film)
Entourage ist ein Comedyfilm des Regisseurs Doug Ellin aus dem Jahr 2015 und basiert auf der gleichnamigen Fernsehserie. Hauptdarsteller sind Kevin Connolly, Adrian Grenier, Kevin Dillon, Jerry Ferrara und Jeremy Piven. Zudem haben zahlreiche prominente Personen Gastauftritte.

## Handlung
Die Handlung setzt kurz nach dem Ende der Serie ein. Vincent Chases Ehe ist nach neun Tagen gescheitert und er feiert seine Scheidung mit den Freunden auf einer Yacht im Mittelmeer. Gleichzeitig hat Ari das Angebot von Warner Bros. angenommen und ist nun Geschäftsführer des Filmstudios. Er bietet Vince die Hauptrolle im ersten Film Hyde unter seiner Kontrolle an, doch der willigt nur unter der Bedingung ein, auch Regie führen zu dürfen.
Acht Monate später ist der Film fast fertig, doch Vince hat das Budget von 100 Mio. US-Dollar bereits deutlich überzogen und benötigt noch mehr Geld um den Film fertigzustellen. Gleichzeitig weigert er sich jedoch zunächst, Ari die Rohfassung des Films zu zeigen, da er ihn für noch nicht perfekt hält. Ari begibt sich daher nach Texas, um den Filmfinanzierer, den exzentrischen Milliardär Larsen McCreedle aufzusuchen und zu einem Nachschuss zu überreden. Larsen verlangt allerdings zuvor, dass sein Sohn Travis mit nach Los Angeles fliegt, um einer Privatvorführung des Films in Turtles Haus beizuwohnen.
Die „Privatvorführung“ stellt sich schließlich als Party mit mehreren hundert Gästen (u. a. Emily Ratajkowski, Pharrell Williams und Bob Saget) heraus. Eric ist zwar weiterhin von Sloan getrennt, jedoch kümmert er sich sehr um seine inzwischen hochschwangere Exfreundin, weshalb er gerade von seiner aktuellen Freundin Melanie verlassen wurde. Drama will Eric aufmuntern und gibt diesem heimlich Aufputsch- sowie Potenzmittel, so dass Eric entgegen seinen Gewohnheiten einen One-Night-Stand hat. Turtle wiederum hat sich in die MMA-Kämpferin Ronda Rousey verliebt und sie zur Party eingeladen, wo er sie mit seinem erworbenen Reichtum beeindruckt. Vince und Emily entwickeln Gefühle füreinander und auch Drama findet auf der Party eine Freundin.
Als Ari mit Travis auf der Party ankommt, wobei dieser ebenfalls sofort von Emily angetan ist, wird Vince immer nervöser und sagt die Filmvorführung schließlich ab. Er gibt allerdings Travis und Ari je eine DVD, so dass sich die beiden den Film privat ansehen können. Nachdem Ari sich den Film angesehen hat, stellt er fest, dass der Film gut ist und geht beruhigt schlafen. Am nächsten Tag kommt allerdings Travis mit „Notizen“ zu Ari und verlangt substanzielle Änderungen am Film, bevor er seinem Vater empfiehlt mehr Geld zu investieren. Insbesondere soll Johnny Dramas Part komplett aus dem Film entfernt werden, obwohl selbst Ari der Meinung ist, das Drama die beste schauspielerische Leistung seiner Karriere abgeliefert hat. Vince und Eric treffen sich daraufhin mit Travis um ihn umzustimmen; jedoch ohne Erfolg. Time-Warner-Chef John Ellis hat inzwischen die Probleme bei Aris erstem Projekt bemerkt und entzieht ihm das Filmprojekt. Inzwischen verlangt Travis McCreedle sogar, dass Vince ersetzt und der Film komplett neu gedreht werde.
Eric wird derweil von seiner Exfreundin Melanie telefonisch informiert, dass sie schwanger sei. Im selben Moment eröffnet ihm Sloan, dass sie sich einen weiteren Versuch mit ihm vorstellen kann, was Eric aber aufgrund seines Schockzustands nicht erwidert, so dass Sloan nun beleidigt abzieht. Zu allem Überfluss taucht beim anschließenden Treffen mit Melanie auch noch seine Partybekanntschaft Jennifer auf und behauptet, sie habe Herpes. Das ganze stellt sich kurz darauf jedoch als Racheakt heraus, da Melanie und Jennifer einander kennen.
Lloyd versucht unterdessen Ari davon zu überzeugen, dass er seine Hochzeit in Aris Haus feiern darf, da Ari inzwischen wie ein Vater für ihn sei. Durch den Stress wird Aris Ehe ein weiteres Mal belastet und er muss mit seiner Frau wieder mal zur Eheberatung.
Doch auch Turtle hat Sorgen: Ronda hat ihn zum Frühstück eingeladen, Turtle hat sich jedoch von Drama überzeugen lassen, dass diese nur geschäftlich an ihm interessiert sein könne. Turtle macht ihr daher lediglich Vermarktungsvorschläge für Fitnesskleidung und -produkte, so dass Ronda ihn beleidigt rausschmeißt. Im Versuch, Ronda von seinen wahren Absichten zu überzeugen, bietet ihr Turtle schließlich einen Kampf an, bei dem sie ihn am Arm verletzt.
Inzwischen ist auch noch ein Video im Internet aufgetaucht, das Drama beim Masturbieren zeigt. Dieses wurde vom betrogenen Freund von Dramas Partybekanntschaft hochgeladen, nachdem die Affäre aufgeflogen war. Drama verliert daraufhin wieder mal ein Rollenangebot und seine Karriere scheint endgültig beendet.
Die Freunde finden schließlich heraus, dass Travis wegen Emily eifersüchtig auf Vince ist und ihn deshalb sabotieren will. Ari macht sich mit dieser Erkenntnis auf den Weg nach Santa Barbara und sprengt dort eine Projektsitzung in Ellis’ Privathaus, in der auch über Aris Zukunft entschieden werden soll. Er konfrontiert Travis mit seinem Wissen und erreicht, dass Larsen McCreedle Travis aus dem Projekt entfernt, da er die Investition gefährdet habe. Gleichzeitig verlangt dieser jedoch Aris Entlassung, da Ari wiederum seinen Sohn nicht respektiert habe. Um das Dilemma zu lösen, tritt Ari von seinem Posten zurück und wird wieder Agent. Vince darf im Gegenzug das Filmprojekt beenden.
Schließlich stellt sich Hyde als großer Erfolg heraus, wobei sogar Drama einen Golden Globe Award als bester Nebendarsteller erhält. Emotional überwältigt brüllt er statt einer Dankesrede seinen berühmten Siegesschrei aus Viking Quest.
Im Epilog feiert Lloyd eine Jüdische Hochzeit in Aris Garten, wo er von George Takei getraut wird.

## Hintergrund
Entourage-Entwickler Doug Ellin schrieb neben seiner Regie-Tätigkeit auch das Drehbuch (zusammen mit Rob Weiss) und produzierte (gemeinsam mit Steven Levinson und Mark Wahlberg) den Film. Der Vertrieb in den meisten Märkten wurde von Warner Bros. übernommen. Das Produktionsbudget betrug 27 Millionen US-Dollar. Gedreht wurde überwiegend in Los Angeles und der näheren Umgebung.

## Besetzung
Das Casting wurde, wie schon in der Serie, von Sheila Jaffe (C.S.A.) und Susan Abramson vorgenommen. Diese konnten zahlreiche Nebendarsteller der Serie für den Film erneut engagieren.

### Hauptdarsteller
Die fünf Hauptdarsteller wurden komplett aus der Serie übernommen. Kevin Connolly spielt Eric „E“ Murphy, Adrian Grenier spielt Vincent „Vince“ Chase, Kevin Dillon spielt Johnny „Drama“ Chase, Jerry Ferrara spielt Salvatore „Turtle“ Assante und Jeremy Piven spielt Ariel „Ari“ Gold.

### Nebendarsteller
Als Nebendarsteller, die nicht bereits in der Serie mitspielten, wurden Haley Joel Osment (als Travis McCreedle), Ronda Rousey (als sie selbst), Emily Ratajkowski (als sie selbst), Scott Mescudi (als Aris Assistent Allen) und Billy Bob Thornton (als Larsen McCreedle) verpflichtet. Aus der Serie bekannte Nebenfiguren sind:
- Emmanuelle Chriqui als Sloan
- Perrey Reeves als Mrs. Ari Gold
- Rex Lee als Lloyd
- Debi Mazar als Shauna
- Rhys Coiro als Billy Walsh
- Constance Zimmer als Dana Gordon
- Alan Dale als John Ellis
- Nora Dunn als Dr. Deanne Emily Marcus

### Gäste
Die meisten Gastdarsteller spielen sich selbst, darunter Jessica Alba, Pharrell Williams, Thierry Henry, Mark Cuban, Piers Morgan, T.I., Gary Busey, Bob Saget, Andrew Dice Clay, Liam Neeson, Ed O’Neill, Kelsey Grammer, Mark Wahlberg, George Takei, Steve Tisch, Warren Buffett, Armie Hammer, Russell Wilson, Rob Gronkowski, David Faustino, Tom Brady, Calvin Harris, Common und Mike Tyson.

## Rezeption
Die Serienadaption erhielt überwiegend schlechte Kritiken, gilt jedoch kommerziell als recht erfolgreich.

## Kulturelle Bezüge
Zu Anfang des Films wird die Entstehungsgeschichte des Films Hyde in einer Reportage von Piers Morgan erzählt, dabei werden auch Rückblenden auf die Zeit vor der Serienhandlung gezeigt, z. B. die Mentos-Werbung, die zur Entdeckung von Vince führte und ein Foto von Eric in seiner Zeit als Pizzabäcker bei Sbarro.
Billy schlägt während der Hochzeit vor, dass man doch die Geschichte der Freunde verfilmen solle. Als Gegenvorschlag kommt daraufhin, dass es eher ein Stoff für eine Fernsehserie sei (Selbstreferenz).